# Rise O Voices of Rhodesia
Rise O Voices of Rhodesia war von 1974 bis 1979 die offizielle Nationalhymne Rhodesiens (der heutigen Republik Simbabwe). Sie wurde in den Jahren der internationalen Isolation eingeführt, die der einseitigen Unabhängigkeitserklärung vom Vereinigten Königreich 1965 folgten. Das Lied blieb Hymne, bis infolge des Lancaster-House-Abkommens Rhodesien im Dezember 1979 für eine Übergangszeit wieder britische Kronkolonie wurde. Die Melodie ist die des Schlusssatzes der 9. Sinfonie Beethovens, die auch vom Europarat, später von der Europäischen Union verwendet wurde. Der Text konnte sich in einer landesweiten Ausschreibung durchsetzen und stammt von Mary Bloom, einer Südafrikanerin aus Gwelo (2009 Gweru).
Nach der Unabhängigkeit Simbabwes wurde 1980 zunächst Ishe Komborera Africa und dann ab 1994 Kalibusiswe Ilizwe leZimbabwe offizielle Hymne des Landes.
Text
Rise O voices of Rhodesia,

God may we thy bounty share,

Give us strength to face all danger,

And where challenge is, to dare.

Guide us, Lord, to wise decision,

Ever of thy grace aware.

Oh, let our hearts beat bravely always

For this land within thy care.

Rise O voices of Rhodesia,

Bringing her your proud acclaim,

Grandly echoing through the mountains

Rolling over far flung plain

Roaring in the mighty rivers

Joining in one grand refrain

Ascending to the sunlit heavens

Telling of her honoured name
Übersetzung
Erhebt euch, Stimmen von Rhodesien,

Gott, lass uns deine Gabe teilen,

Gib uns Stärke, der Gefahr zu trotzen,

Und die Herausforderungen zu wagen.

Gib uns, Herr, um recht zu wählen,

Stets das Bewusstsein deiner Gnade.

Lass unsre Herzen immer mutig schlagen

Für dieses Land in deiner Obhut.

Erhebt euch, Stimmen von Rhodesien,

Lasst sie euern stolzen Jubel hören,

Der großartig durch die Berge hallt,

Der über ausgedehnte Ebenen rollt.

Rauschend in den Mächtigen Flüssen

Einstimmend in einen Großen Refrain

Aufsteigend in die sonnenerleuchteten Himmel

Kündend ihren ehrenhaften Namen.